# Stelis gigantea
Stelis gigantea är en biart som beskrevs av Heinrich Friese 1921. Stelis gigantea ingår i släktet pansarbin, och familjen buksamlarbin. Inga underarter finns listade i Catalogue of Life.